# Remember the Time
«Remember The Time» (en español: Recuerda el momento) es una canción interpretada por el cantante estadounidense Michael Jackson. Lanzada como el segundo sencillo de su álbum de 1991, Dangerous, la canción fue un intento acertado de Jackson de crear una mezcla de new jack swing y R&B junto con su coproductor Teddy Riley. El sencillo alcanzó el puesto número 3 del Billboard Hot 100 y el número 1 de la lista R&B de Billboard. En 1993, Jackson brindó una memorable actuación de la canción en el Soul Train Music Awards, sentado en una silla y confirmando que sufrió una lesión mientras se encontraba ensayando. En dicha ceremonia obtuvo tres premios, incluyendo mejor cantante masculino del año por «Remember The Time», así como mejor álbum R&B para Dangerous. La canción fue originalmente asignada como parte del Dangerous World Tour y fue ensayada antes de que la gira empezara, pero finalmente se descartó.

## Video musical
El cortometraje "Remember The Time" de Michael Jackson fue el segundo cortometraje del álbum Dangerous y tras el primero continuó ampliando los límites del videoclip con una épica de nueve minutos repleta de estrellas, Eddie Murphy, Iman y Magic Johnson. Dirigido por John Singleton, este cortometraje fue aclamado como un "magnífico espectáculo del antiguo Egipto" por Entertainment Weekly.

### Argumento
El video inicia en un salón del trono con Iman y Eddie Murphy, interpretando a faraones del Antiguo Egipto, esta le dice a su esposo que está aburrida por lo que Murphy llama a algunas personas para entretenerla, esta ordena matar a los dos primeros, un malabarista y un escupefuego, el tercero es un hombre oculto con una túnica azul con capucha que sin hablar arroja polvo al suelo y hace que se mueva sin tocarlo y luego es absorbido por él, para sorpresa de los presentes; Jackson reaparece vestido con un traje dorado y comienza a cantarle a Iman a la que se acerca y cortésmente besa en la mano provocando que Murphy se ponga celoso y haga que lo persigan los guardias de palacio para matarlo, luego de evadir a los guardias Jackson se encuentra con ella y se besan.
Luego él aparece y realiza una coreografía con varios bailarines, ya casi al final del video Jackson se ve acorralado y sin salida. Murphy lo encuentra pero Jackson escapa y desaparece en forma de remolino y nube de polvo dorado, dejando a Murphy solo junto con los guardias.

## Créditos
- Escrito y compuesto por Michael Jackson, Bernard Belle y Teddy Riley
- Producido por Teddy Riley y Michael Jackson
- Grabado por Bruce Swedien, Teddy Riley y Dave Way
- Vocalista: Michael Jackson
- Arreglos rítmicos por Teddy Riley
- Arreglos de sintetizador por Teddy Riley
- Arreglos vocales por Michael Jackson
- Teclados y sintetizadores: Teddy Riley
- Secuencia y programación: Wayne Cobham